# Люля-кебаб

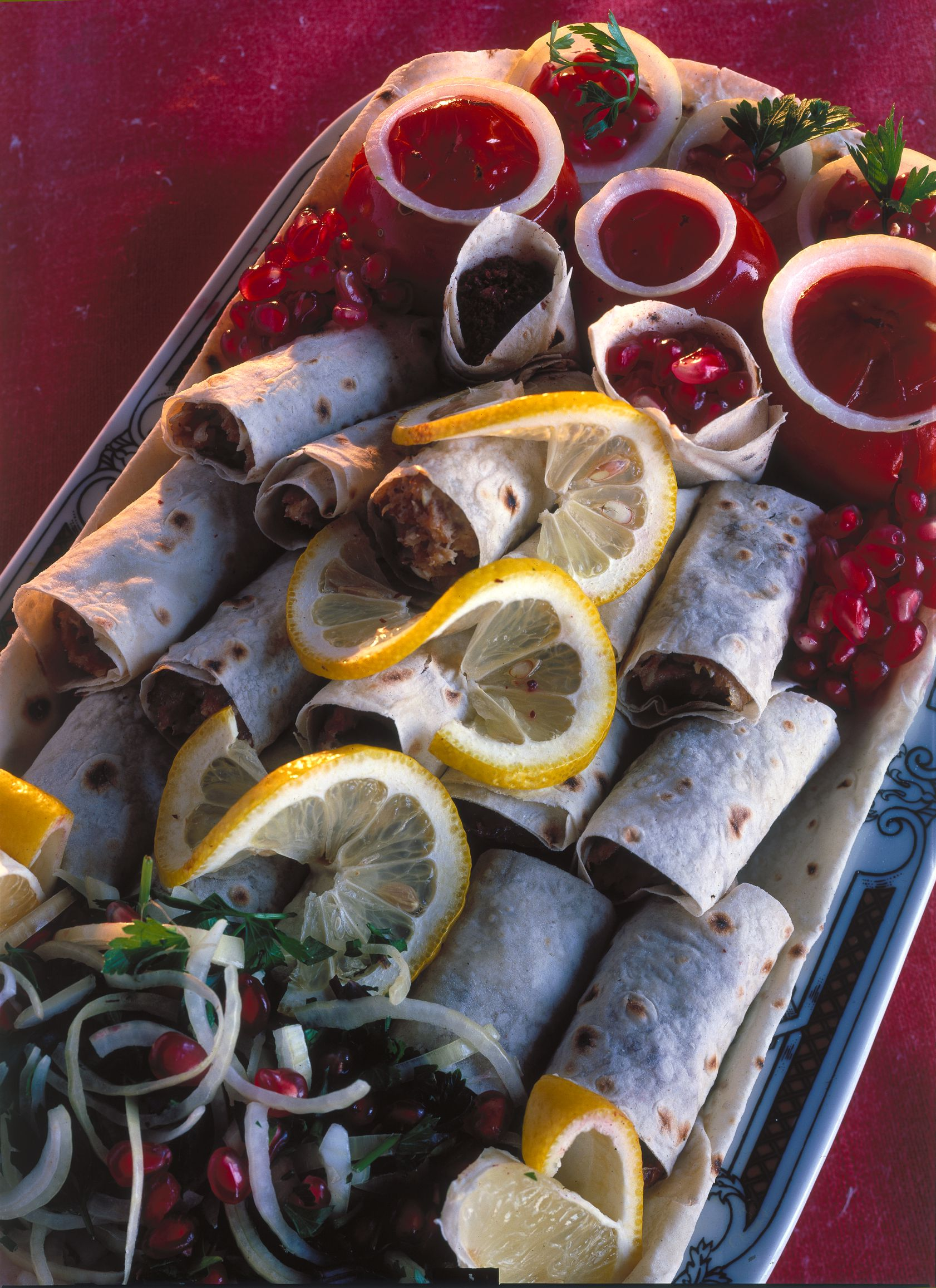
Азербайджанський люля-кебаб

Люля́-кеба́б (тюрк. lula — трубка та перс. kebab — смажене м'ясо) — м'ясна страва, поширена у Криму, на Кавказі, в Середній Азії та в Туреччині.
Являє собою м'ясний фарш з рубленої баранини, нанизаний на шампур та засмажений на мангалі, з додаванням цибулі (без використання хліба та яєць). Особливістю приготування люля-кебаб є тривале вимішування м'ясного фаршу. Фарш потрібно ретельно перемішувати для того, щоб зі шматочків м'яса виділився білок і фарш став в'язким та щільним. У такому вигляді він міцно сидить на шампурах і не розвалюється. Спеції додаються в обмеженій кількості, найчастіше обмежуються сіллю та чорним перцем.
Традиційно люля-кебаб подають із зеленню та лавашем (тому додавання зелені в сам фарш має мало сенсу).
Приготування люля-кебаб можливе також з інших видів м'яса, птиці та, навіть, волоських горіхів.